# Очно
Очно — деревня в Батецком муниципальном районе Новгородской области России, с весны 2010 года относится к Мойкинскому сельскому поселению.
Деревня расположена на западе области, близ деревень Бор и Жестяная Горка и территории Массив Раглицы, к северу от автомобильной дороги Р47 (Великий Новгород — Луга). Очно находится на высоте 49 м над уровнем моря. Площадь территории деревни — 11,6 га.

## История
У жителей Очно есть мнение, что название деревни происходит от высокого холма находившегося к востоку от Очно с которого можно было обозревать окрестности. Ныне на месте того холма заброшенный карьер.
После Великой Отечественной войны существовала сельскохозяйственная артель (колхоз) «Красное Очно», деревня тогда входила в состав Раглицкого сельсовета. До муниципальной реформы Очно было подчинено Вольногорскому сельсовету, затем Вольногорской сельской администрации, затем до весны 2010 года относилось к Вольногорскому сельскому поселению.